# Council of National Defense

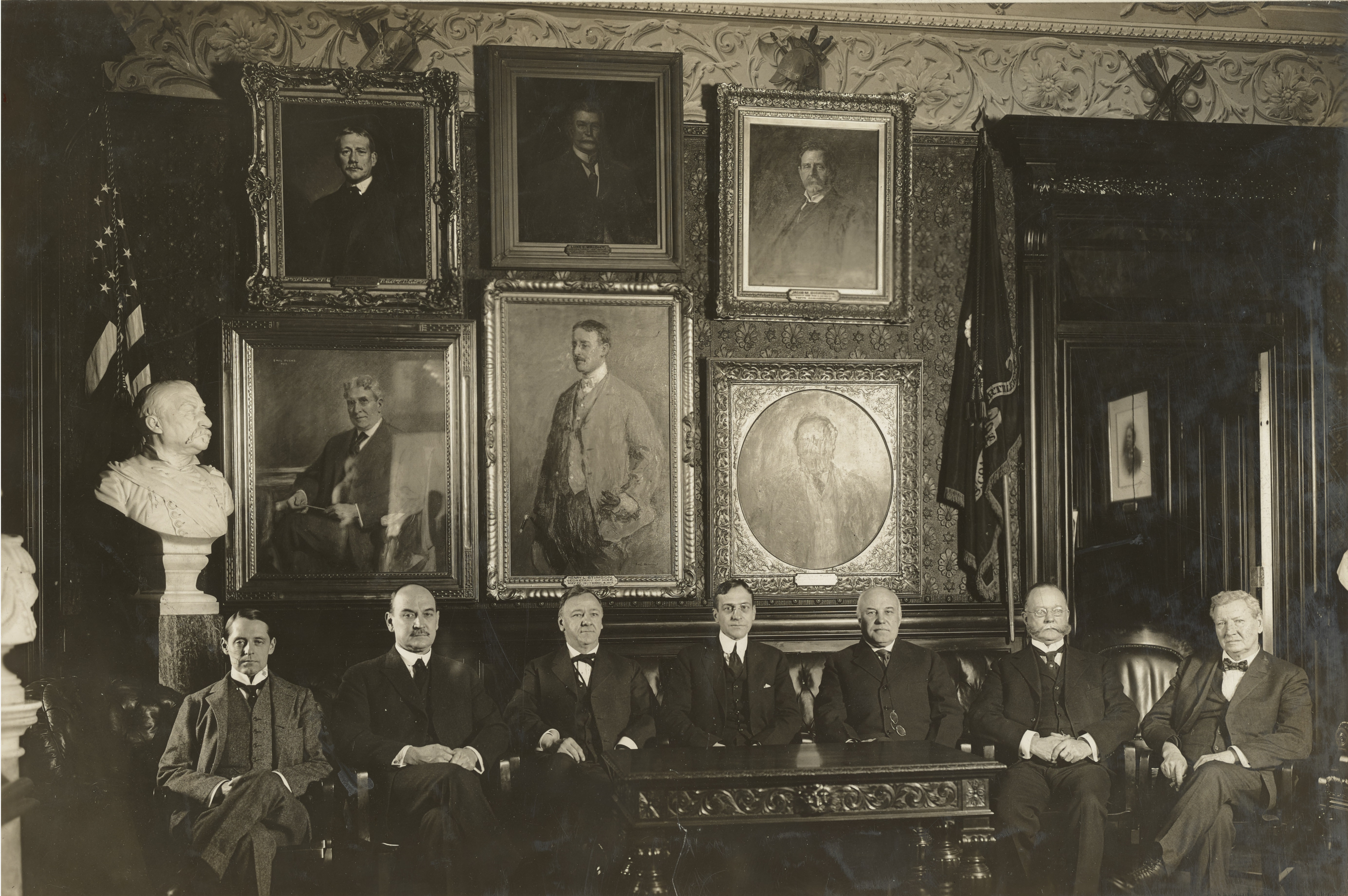
Der Council of National Defence

Der Council of National Defense (deutsch Nationaler Sicherheitsrat) war ein Gremium der Vereinigten Staaten, welches während des Ersten Weltkriegs gegründet wurde, um Ressourcen und Industrie zur Unterstützung der Kriegsanstrengungen zu koordinieren, einschließlich der Koordination des Transports, der industriellen und landwirtschaftlichen Produktion, der finanziellen Unterstützung des Krieges und der öffentlichen Moral.
Das Gremium wurde für den Zweiten Weltkrieg kurzzeitig wiederbelebt, um Agenturen wie das National Defense Research Committee einzurichten.

## Geschichte

### Einrichtung
Die Zweckbindung der Armee für 1916 sah die Schaffung und Finanzierung des Rates für Nationale Verteidigung vor. Die Zuwendungen beliefen sich auf 200.000 US-Dollar. Präsident Woodrow Wilson richtete den Council of National Defense am 24. August 1916 ein, weil „das Land am besten auf den Krieg vorbereitet ist, wenn es gründlich auf den Frieden vorbereitet ist“.
Mitglieder einiger Teile, wie z. B. des Reservekorps der Sanitätsoffiziere, das zuvor als Medizinisches Reservekorps existierte, kehrten zu ihren früheren Aufgaben zurück, um sich auf Notfälle vorzubereiten.

### Struktur
Der Rat bestand aus dem Secretary of War, dem Secretary of the Navy, dem Innenminister, dem Landwirtschaftsminister, dem Handelsminister und dem Arbeitsminister. Der Rat sollte den Präsidenten und die Leiter der Exekutivabteilungen über die strategische Platzierung von Industriegütern und Dienstleistungen für den potentiellen und zukünftigen Gebrauch in Kriegszeiten untersuchen und beraten.
Der Präsident ernannte im Oktober 1916 eine unparteiische Beratungskommission, die dem Rat angegliedert war. Die Kommission bestand aus sieben Männern mit Spezialkenntnissen in einem Beruf oder Industriebereich. Ihre ersten Mitglieder waren Daniel Willard, Präsident der Baltimore and Ohio Railroad, Samuel Gompers, Präsident der American Federation of Labor, Franklin H. Martin, ein angesehener Chirurg und Gründer des American College of Surgeons, Howard E. Coffin, Leiter des Committee on Industrial Preparedness, der Erfahrung mit der Koordinierung der Automobilindustrie in Notfällen hatte, Bernard Baruch, ein bekannter Bankier, Hollis Godfrey, Präsident des Drexel Institute, und Julius Rosenwald, Präsident von Sears, Roebuck & Co. Walter S. Gifford von der American Telephone and Telegraph Company, ebenfalls Ingenieur, diente dem Rat als Direktor.

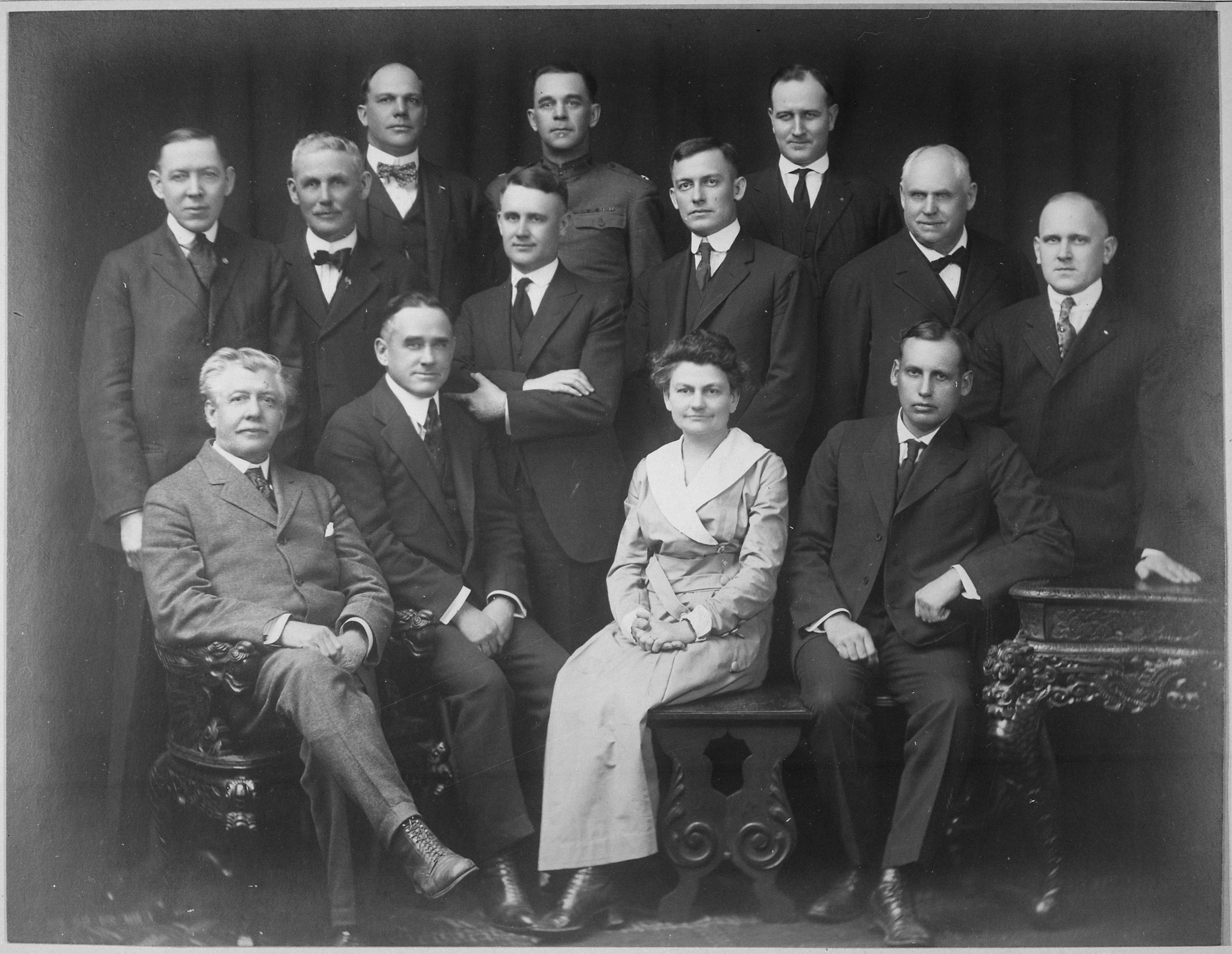
Nebraska State Council of Defense, um 1918

Ab Mai 1917 forderte der Rat die einzelnen Bundesstaaten auf, eigene Verteidigungsräte zu schaffen, die den Bundesrat bei seiner Arbeit unterstützen sollten. Einige bildeten auf Drängen des Nationalrats getrennte Frauenausschüsse der Landesverteidigung und Organisationen für Afroamerikaner in den Südstaaten.
Im Januar 1920 empfahl der Rat die Schaffung eines Expertengremiums zur Durchführung von Forschungsstudien in den nächsten sechs Monaten, um im Falle eines erneuten Krieges eine rasche Mobilisierung zu ermöglichen.

### Auflösung
Die Aktivitäten des Council of National Defense wurden 1921 ausgesetzt.